# Sprinklerinstallatie

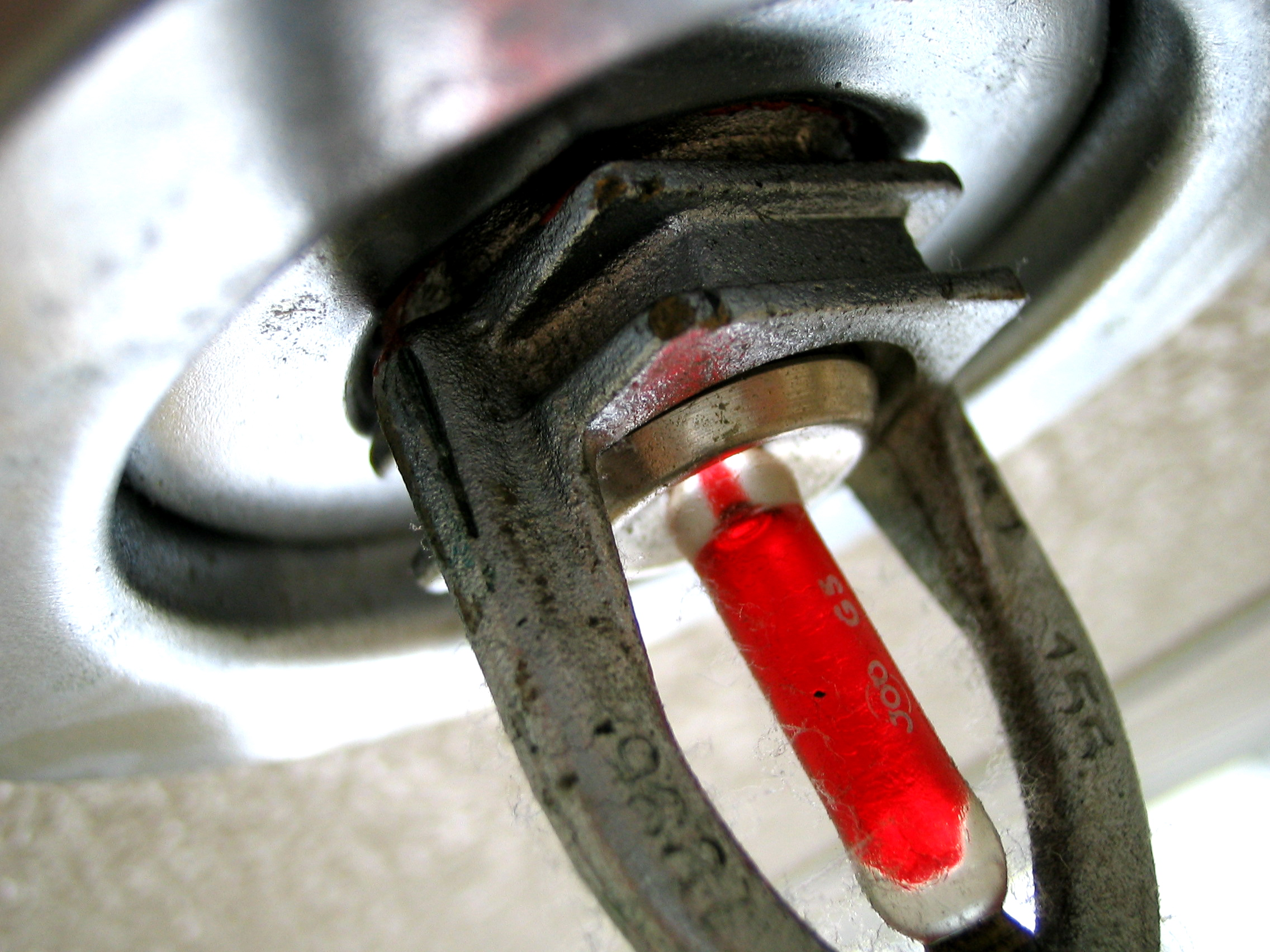
Smeltzekering van een sprinkler

Een sprinklerinstallatie is een vast aangebrachte brandblusinstallatie om een beginnende brand te detecteren, te signaleren en te beheersen dan wel te blussen. De installatie maakt gebruik van sproeikoppen (sprinklers) aan het dak of plafond die bij een bepaalde temperatuur water gaan sproeien. Doordat de sprinklers al bij een beginnende brand in werking treden, wordt de brand vaak goed onder controle gehouden en omdat ze zeer lokaal werken, blijft de omvang van de bij het blussen veroorzaakte waterschade beperkt.

## Werking
Een sprinklerinstallatie bestaat uit een leidingsstelsel met daarop sproeiers gemonteerd. Zodra een sprinkler water gaat sproeien, stroomt er ook water aan het begin van het leidingnet, waardoor een alarmklep of stromingsschakelaar detecteert dat er water stroomt en dat er waarschijnlijk ergens brand is. De signalering kan via een water aangedreven alarmbel en/of via de sprinklermeldcentrale van de brandmeldcentrale in het gebouw aan de gebruikers worden gemeld en meestal ook aan een particuliere alarmcentrale (PAC) en/of  regionale alarmcentrale van de brandweer (RAC).
De sprinklers hebben een smeltzekering (van glas of soldeer) die bij een bepaalde temperatuur stukspringt, waarna het water op een spreiplaat komt, zodat het water zich breed verdeelt over de ruimte. Sprinklers zijn verkrijgbaar voor verschillende temperaturen, die door een kleurcode zijn aangeduid.
Door de sproeier sproeit het water rondom onder het plafond. Dat is zeer gunstig, omdat bij een brand de hete gassen zich tegen het plafond verzamelen. Door niet alleen de brand te blussen, maar ook deze hete gassen met water af te koelen, wordt de situatie in de ruimte snel veiliger.

## Watervoorziening
Er zijn verschillende waterbronnen die als voeding kunnen dienen voor een sprinklerinstallatie:
- open water (bijvoorbeeld sloot, kanaal en rivier)
- (rein)waterkelder, (rein)watertank
- vijver
- bassin (bijvoorbeeld zwembad)
- bron (put) grondwater
- drinkwaterleiding
- druktank

De watervoorziening heeft doorgaans voldoende water om de sprinklerinstallatie, afhankelijk van de bepaalde gevarenklasse, 60, 90 minuten of langer te kunnen voeden. 
Diverse sprinklerinstallaties zijn voorzien van een door elektromotor of dieselmotor aangedreven sprinklerpomp. Soms is er ook een aansluitmogelijkheid aangebracht voor de brandweer, zodat deze de voeding met haar eigen pompen kan voortzetten.

## Bijzondere uitvoeringen
Aan het water kan een bepaald schuimconcentraat worden toegevoegd, waardoor de blussende werking bij brandbare vloeistoffen wordt verbeterd. 
Bij vorstgevaar kan de sprinklerinstallatie als droge installatie worden uitgevoerd, waarbij het sprinklerleidingnet met lucht van een compressor wordt gevuld. Na het wegstromen van de lucht door een aangesproken sprinkler daalt de druk in het leidingnet, waardoor de droge alarmklep opent en water toelaat tot het sprinklerleidingnet.
Indien extra maatregelen gewenst zijn tegen waterschade (bijvoorbeeld in computerruimten of musea), kan de droge installatie (ook bekend als pre-action) worden uitgevoerd met een droge alarmklep die pas opent als ook brand wordt gedetecteerd of door een detectienet of een rookmelder van een brandmeldinstallatie. Ook is de toepassing van watermist steeds meer voorkomend. Daarbij wordt de gehele te blussen ruimte gevuld met een waternevel welke de brand blust, deze watermistinstallaties worden ook wel toegepast in turbines voor energielevering. Een alternatief voor een sprinklerinstallatie in ruimten met elektra en documenten gevoelig voor water is een blusgasinstallatie.
Sprinklers hebben in de loop der jaren hun degelijkheid reeds meerdere malen bewezen. De overlevingskansen bij brand in een gebouw waar een sprinklerinstallatie is aangebracht zijn gunstiger dan in een gebouw zonder sprinklers. Het komt voor dat de sprinklerinstallatie de (beginnende) brand reeds heeft gedoofd alvorens de brandweer ter plaatse is.
| Temperatuur | Temperatuur | Kleur glas |
| °C          | °F          | Kleur glas |
| ----------- | ----------- | ---------- |
| 57          | 135         | Oranje     |
| 68          | 155         | Rood       |
| 79          | 174         | Geel       |
| 93          | 200         | Groen      |
| 141         | 286         | Blauw      |
| 182         | 360         | Paars      |
| 227 260     | 440 500     | Zwart      |

## Regelgeving in Nederland
In Nederland werd destijds het Voorschrift voor Automatische Sprinklerinstallaties (VAS) gebruikt. Het VAS is vervangen door NEN-EN12845+A2+NEN 1073:2010 en zal voor de Nederlandse markt worden aangevuld met technische bepalingen uit de VAS, in de vorm van een Praktijkrichtlijn.
Installaties volgens de Amerikaanse FM- en NFPA-voorschriften komen in Nederland ook zeer regelmatig voor bij het beveiligen van industriële objecten zoals fabrieken, maar ook bijvoorbeeld distributiecentra. De reden hiervan is dat de FM- en NFPA-voorschriften veel uitgebreider zijn en veel beter aangepast aan de huidige stand van de sprinklertechniek dan de VAS-voorschriften.

## Trivia
- Een metaal dat gebruikt wordt als smeltzekering is woodsmetaal.

## Productie van sprinklerbuizen
Sprinklerbuizen worden door volautomatische machines vervaardigd. In verband met de bedrijfszekerheid en de werkdruk worden hoge eisen gesteld aan het materiaal.